# 硝酸六(二甲基亚砜)合钴(II)
硝酸六(二甲基亚砜)合钴(II)是一种配位化合物，化学式为[Co(C2H6SO)6)(NO3]2，由六(二甲基亚砜)合钴配阳离子和硝酸根离子构成。它是可溶的红色针状晶体。它可由硝酸鈷和二甲基亚砜反应得到。
[Co(H2O)6](NO3)2 + 6 DMSO → [Co(DMSO)6](NO3)2 + 6 H2O